# جورجي ديميتروف (ملحن)
جورجي ديميتروف (بالبلغارية: Георги Димитров)‏ هو موزع وملحن بلغاري، ولد في 19 أبريل 1904 في Belogradchik ‏ في بلغاريا، وتوفي في 12 مارس 1979 في صوفيا في بلغاريا.